# Corymbia opaca
La Corymbia opaca, també coneguda com a arbre de sang, és una espècie d'arbre del nord d'Austràlia. Té una escorça rugosa i fulles lanceolades. Els aborígens australians utilitzen parts d'aquests arbres a la seva medicina tradicional.
Els arbres de l'espècia Corymbia opaca poden fer entre 3 i 15 metres d'alçada i solen tenir un lignotúber. Poden en tenir una escorça rugosa marró vermellós en una part o la totalitat del tronc. Les plantes joves o els tanys tenen pecíols i fulles ovades o lanceolades acabes en punta que fan entre 40 i 90 mm de llarg i 11 i 28 d'ample. Les fulles adultes són lanceolades (entre 110 i 190 mm de llarg i 14 i 32 mm d'ample amb un pecíol d'entre 13 i 25 mm de llarg) tenen la mateixa tonalitat de verd a tots dos costats i estan ordenades de manera alternada. Les gemmes de les flors apareixen en grups de set en peduncles cilíndrics d'entre 18 i 15 mm de llarg. Les gemmes que apareixen soles es troben en peduncles d'entre 3 i 7 mm. Quan maduren passen a tenir hipant oval d'uns 7 mm de llarg i uns 7-8 mm d'ample.